# My Yahoo
My yahoo es la página personalizada que forma parte de la Plataforma d’Aplicaciones Yahoo (YAP), en donde se crea un entorno de trabajo totalmente adecuado a las preferencias de cada usuario. Por medio de una API propia de yahoo se puede crear un tema concreto para la página con sus propias prestaciones y poder compartir con otros usuarios de Yahoo. Este tema concreto se edita con un formato XML y especifica las imágenes y colores que se utilizan para un estilo de My Yahoo.